# Пирожкова, Вера Александровна
Вера Александровна Пирожкова (1921, Псков — 2013, Мюнхен) — советско-русско-немецкий профессор политологии Мюнхенского университета, журналистка, автор мемуаров. Во время Великой Отечественной войны работала в коллаборационистской газете «За родину».

## Биография
Родилась в Пскове, её отец был преподавателем математики, доцентом местного пединститута. В 1938 году поступила на математико-механический факультет Ленинградского университета.
Летом 1941 года находилась в Пскове у родителей. После начала Великой Отечественной войны 9 июля 1941 года немецкие войска оккупировали Псков. Пирожкова начала работать в редакции коллаборационистской газеты «За родину» сначала переводчицей, затем автором. По словам историка Олега Будницкого, в своих газетных материалах Пирожкова прославляла Германию, немецкий образ жизни при нацистах и нацизм. Её первый текст был посвящён Протоколам сионских мудрецов, Пирожкова писала: «Евреи сохранили большую сплоченность, величайшее презрение и ненависть ко всему нееврейскому, гоевскому», «злобная сила еврейства, питавшаяся в течение веков лишь ненавистью и действовавшая путём интриг, обманов и террора, не устоит под натиском здоровых, творческих сил народов». В другой статье журналист отмечала: «Никто так упорно и яростно не ненавидит национальное чувство любого народа, как евреи».
Журналист Олимпиада Полякова (под псевдонимом Лидия Осипова написала «Дневник коллаборантки»), работавшая в газете, характеризовала вновь пришедшую Пирожкову как «пронацистски настроенную». По словам Поляковой, Пирожкова быстро продвинулась, став кем-то вроде политического редактора газеты.
Немцы вывезли семью Пирожковых в Ригу, где те жили в квартире в бывшем еврейском гетто, обитатели которого были уничтожены или отправлены в лагеря. Впоследствии Пирожкова вспоминала, что «квартира была скудно, но всё же меблирована».
В своих мемуарах, изданных в 1990-е годы, Пирожкова утверждала: «Ничего национал-социалистического, кроме официальных известий, которые мы были обязаны опубликовать в той форме, в какой они к нам поступали, мы не печатали. Антисемитских статей я тоже не брала». Будницкий пишет, что, возможно, Пирожкова не брала чужие антисемитские статьи, однако писала их сама.
В 1944 году бежала в Германию. После войны поступила на философский факультет Мюнхенского университета. В 1951 году защитила диссертацию о Герцене, которую писала под руководством историка-эмигранта Фёдора Степуна. В 1970 году защитила докторскую диссертацию.
Была издателем и главным редактором журнала «Голос зарубежья». Литератор Владимир Рудинский (настоящее имя Даниил Петров) писал, что журнал «ставил целью объединить монархистов и республиканцев на базе антикоммунизма».
В 1992 году вернулась в Россию, читала курс лекций в МГУ осенью 1993 года и в СПбГУ в 1994 году. Жила в Санкт-Петербурге, долгие годы сотрудничала с радио Мария.
Автор книги «Потерянное поколение» (1998) с воспоминаниями о детстве и юности.